# 触龙
触龙（？—？），《戰國策》讹作触詟，战国时期赵国的大臣，官居左师。
赵孝成王即位，赵威太后掌权。秦国攻打赵国，赵国向齐国求救。齐国让赵国以长安君为人质，才出兵。太后不许。触龙劝赵威后要为爱子的长远考虑，只有让长安君有功于国，才能保证他在将来赵威后去世后还能有立足的资本。這就是《触龙说赵太后》。赵威太后醒悟，以长安君为人质。